# محمدکریم ارباب
محمدکریم ارباب (۱۳۰۸ – ۴ آبان ۱۳۵۱) کاباره‌دار و تهیه‌کننده سینما و سینمادار اهل ایران بود. روزنامه اطلاعات وی را به عنوان بزرگ‌ترین کاباره‌دار ایران و مالک ۳ کاباره، ۷ سینما، یک کافه رستوران، یک پانسیون و ۲ استودیو تهیه و پخش فیلم (استودیو فردوسی) معرفی کرده‌است.

## تهیه‌کننده
1. حلقه‌های ازدواج (۱۳۵۶)
2. فرشته نجات (۱۳۵۱)
3. قمار زندگی (۱۳۵۱)
4. احمد چکمه‌ای (۱۳۵۰)
5. خوشگلترین زن عالم (۱۳۵۰)
6. دختر ظالم بلا (۱۳۴۹)
7. رام کردن مرد وحشی (۱۳۴۹)
8. عقاب طلایی (۱۳۴۹)
9. فریاد انسان‌ها (۱۳۴۹)
10. قهرمانان نمی‌میرند (۱۳۴۹)
11. نامادری (۱۳۴۹)
12. آخرین مبارزه (۱۳۴۸)
13. بابا کوهی (۱۳۴۸)
14. زن وحشی وحشی (۱۳۴۸)
15. عشق کولی (۱۳۴۸)
16. غول بیابانی (۱۳۴۸)
17. گربه را دم حجله می‌کشند (۱۳۴۸)
18. پابرهنه‌ها (۱۳۴۷)
19. تک تازان صحرا (۱۳۴۷)
20. تونل (۱۳۴۷)
21. قمارباز (۱۳۴۷)
22. معجزه (۱۳۴۶)
23. گدایان تهران (۱۳۴۵)